# Порочный принц
«Порочный принц» (англ. The Rogue Prince) — второй эпизод первого сезона фантастического телесериала «Дом Дракона», премьера которого состоялась 28 августа 2022 года. Режиссёром эпизода является Грег Яйтанс, сценарий написал Райан Кондал. «Порочный принц» получил неоднозначные отзывы критиков.

## Сюжет
Эпизод начинается с заседания Малого совета, на котором обсуждается кандидатура нового рыцаря Королевской гвардии. Корлис Веларион призывает короля Визериса начать войну против «Триархии» — союза вольных городов Мира, Тироша и Лиса, закрепившегося на архипелаге Ступени в Узком море. Не получив поддержки, он упрекает короля в слабости и неспособности обуздать своего брата Дейемона, обосновавшегося на Драконьем Камне. Визерис обещает со временем решить вопрос со Ступенями. Принцесса Рейенира предлагат отцу разобраться с «Триархией», используя драконов, а тот поручает ей выбрать нового рыцаря в Королевскую гвардию. Несмотря на недовольство десницы, Рейенира выбирает незнатного сира Кристона Коля — единственного из кандидатов, имеющего военный опыт.
Визерис продолжает проводить время с Алисент Хайтауэр, которой рассказывает об истории Валирии. Алисент и Рейенира обсуждают недавнее объявление принцессы наследницей Железного трона и вспоминают о своих умерших матерях. Рейенира считает, что отец назначил её, только чтобы отодвинуть от наследования Дейемона. Визерис встречается с Корлисом Веларионом и его супругой Рейенис. Корлис предлагает королю взять в жены его 12-летнюю дочь Лейну, объединив тем самым два великих дома валирийского происхождения. Тот встречается с Лейной, и девочка обещает стать верной женой. Её мать Рейенис рассказывает Рейенире, что новый брак Визериса неизбежен и что лорды Семи Королевств, несмотря на принесённую присягу, предпочтут увидеть на Железном троне правителя-мужчину — сына второй жены короля.
Вскоре выясняется, что Дейемон украл драконье яйцо, чтобы подарить его своему будущему бастарду. Малый совет признаёт эти действия мятежом, и на Драконий Камень отправляется Отто Хайтауэр с королевскими гвардейцами. Дейемон отказывается сдаться. В решающий момент появляется Рейенира верхом на своём драконе и заставляет дядю подчиниться. Визерис отчитывает дочь за самовольный полёт на Драконий Камень, но в конце концов смягчается.
На очередном заседании Малого совета Визерис неожиданно объявляет, что его новой женой станет не Лейна Веларион, а Алисент Хайтауэр. Эта новость приводит в ярость Корлиса, он демонстративно покидает заседание, а за ним уходит и Рейенира, потерявшая подругу. Позже Веларион встречается с Дейемоном в своем замке Дрифтмарк и предлагает принцу вместе атаковать «Триархию» и Ступени. Дейемон соглашается.

## Премьера и оценки
«Порочный принц» появился в Интернете за сутки до официальной премьеры, 27 августа 2022 года. Рецензенты отметили, что это первый эпизод «Дома Дракона», начинающийся с фирменной заставки HBO.
На сайте-агрегаторе отзывов Rotten Tomatoes «Порочный принц» получил рейтинг 85 % при средней оценке 7,4 из 10. Хелен О’Хара из IGN оценила его на 8 баллов из 10, похвалив сценарий и назвав столкновение Дейемона и Рейениры на Драконьем камне «лучшим моментом в сериале на данный момент». Шон Т. Коллинз (Rolling Stone) упомянул в своей рецензии «поразительную образность» и «захватывающую интригу». Алек Боджалад из Den of Geek поставил эпизоду только две с половиной звезды из пяти: критика разочаровали постоянные разговоры, хотя он высоко оценил качество постановки, визуальные эффекты и некоторые сцены. Дженна Шерер из The A.V. Club, поставившая «Порочному принцу» оценку C+, отметила, что фокусировка сериала на дворцовых интригах может наскучить зрителям.